# Гай Елий Пет
Гай Елий Пет (на латински: Caius Aelius Paetus) e политик на Римската република от 3 век пр.н.е. Произлиза от плебейската фамилия Елии.
През 286 пр.н.е. той е консул с Марк Валерий Максим Поцит.